# La Réunion (Seychellen)
La Réunion ist eine Siedlung auf der Insel La Digue im Inselstaat Seychellen. Der Ort hat ca. 2000 Einwohner (Berechnung 2005).

## Geographie
Der Ort bildet zusammen mit La Passe, L’Union und dem gleichnamigen La Digue die Ansiedlung auf der Insel La Digue.
La Réunion selbst liegt dabei im Zentrum der Insel im Quellgebiet des La Mare Soupape und nordöstlich des Schutzgebietes Veuve Nature Reserve.